# كلايتون إميري
كلايتون إميري (بالإنجليزية: Clayton Emery)‏ (26 ديسمبر 1953)؛ روائي أمريكي.